# Ignác Karel Chorinský z Ledské
Hrabě Ignác Karel Chorinský z Ledské (německy Ignaz Karl Graf von Chorinsky, 24. března 1770, Brno - 14. dubna 1823, Vídeň) byl moravský šlechtic z rodu Chorinských z Ledské, stal se zakladatelem vedlejší rakouské rodové větve. Působil ve státní správě jako císařský úředník a předseda dvorské komory a místodržitel Rakouského arcivévodství v Podenží. 

## Život
Ignác Karel hrabě Chorinský, svobodný pán z Ledské se narodil jako syn hraběte Františka Jana Chorinského z Ledské (23. dubna 1726 – 23. června 1812) a jeho manželky hraběnky Marie Kajetány z Walldorfu (22. dubna 1736 – 29. října 1792). Jeho sestra-dvojče Marie Karolina zemřela 17. dubna 1808.
Svou kariéru úředníka zahájil jako okresní komisař a dolnorakouský vládní tajemník. V roce 1796 se stal gubernialním radou a okresním hejtmanem v Západní Haliči a v letech 1798–1804 byl guberniálním radou v Čechách. V roce 1804 se stal dvorním radou a místopředsedou dolnorakouské zemské vlády a za francouzské okupace v roce 1805 byl jejím prezidentem. V roce 1807 se Ignác Karel stal státním a konferenčním radou ve Státní radě. V letech 1811–1815 byl nejprve viceprezidentem Všeobecné dvorské komory jako skutečný tajný rada, poté vicekancléřem dvorské kanceláře, dvorním komisařem na Moravě a ve Slezsku a nakonec prezidentem dolnorakouské zemské vlády. V letech 1816–1822 byl hrabě Chorinský předsedou Všeobecné soudní komory.
Za své zásluhy, které získal v Brně v letech 1813–1814, obdržel civilní čestný kříž I. třídy.
Ignác Karel hrabě Chorinský, svobodný pán z Ledské zemřel 14. dubna roku 1823 ve Vídni.
Byla po něm pojmenována přehrada Chorinsky-Klause nedaleko Bad Goisernu.

### Manelství a rodina
Ignác Karel hrabě Chorinský z Ledské se 18. května 1796 oženil s Žofií von Mertensovou (* 26. července 1774). Manželé měli několik dětí:
- Františka de Paula (21. května 1798 – 21. srpna 1863) ⚭ 1818 hrabě Bedřich Jan Wilczek (1790–1861), guvernér Tyrolska, prezident Generálního účetního ředitelství
- František Karel (* 2. února 1800)
- Žofie (* 11. září 1802)
- Jan Vilém (26. prosince 1803 – 27. dubna 1821)
- Gustav Ignác (27. ledna 1806 – 15. října 1873) ⚭ Anna Böcková z Greissau (1806–1871)
- Marie (15. listopadu 1807 – 10. listopadu 1844) ⚭ 1824 baron Franz von Pillersdorf (1. března 1786 – 22. února 1862), c.k. místopředseda dvorské rady